# 蔡杲 (成化進士)
蔡杲（1458年—？），字特明，福建漳州府龍溪縣人，民籍，明朝政治人物。官至監察御史。

## 生平
成化十九年（1483年）癸卯科福建鄉試第六十四名。成化二十三年（1487年）丁未科進士，改翰林院庶吉士，弘治二年（1489年）十一月授江西道监察御史，廵視東城，三年二月因杖死军士，被東厂宦官奏劾，降一级，出爲隨州判官，陞知州，未任。

## 家族
曾祖蔡孔脩；祖父蔡邦禮；父蔡宗苓，母林氏。慈侍下。